# With Love, Chér
With Lové, Chér je čtvrté studiové album zpěvačky a herečky Cher, vydané v listopadu roku 1967 u Imperial Records.

## Album
Desku zpěvačky Cher With Love, Chér opět produkoval její první manžel Sonny Bono a vyšla u Imperial Records, dceřiné společnosti Liberty Records. Opět se tu opakuje stejný scénář jako u předchozích alb – vyskytují se tu nové písně napsané Sonnym Bonem a dále převzaté písně od jiných umělců. Z alba vzešly čtyři singly.
Deska měla úspěch, ovšem ne takový jako předchozí počiny. Celosvětový prodej činí 1 150 000 kopií.[zdroj?]
V roce 2005 vyšla reedice desky na kompaktním disku společně s předchozí deskou Chér pod názvem Chér/With Love.

## Seznam skladeb
| Pořadí | Název                              | Autor                                       | Délka |
| ------ | ---------------------------------- | ------------------------------------------- | ----- |
| 1.     | You Better Sit Down Kids           | Sonny Bono                                  | 3:47  |
| 2.     | But I Can't Love You More          | Sonny Bono                                  | 3:40  |
| 3.     | Hey Joe                            | Billy Roberts                               | 3:28  |
| 4.     | Mama (When My Dollies Have Babies) | Sonny Bono                                  | 3:28  |
| 5.     | Behind the Door                    | Graham Gouldman                             | 3:42  |
| 6.     | Sing for Your Supper               | Lorenz Hart, Richard Rodgers                | 2:36  |
| 7.     | Look at Me                         | Keith Allison                               | 3:14  |
| 8.     | There but for Fortune              | Phil Ochs                                   | 3:28  |
| 9.     | I Will Wait for You                | Norman Gimbel, Jacques Demy, Michel Legrand | 3:17  |
| 10.    | The Times They Are a-Changin'      | Bob Dylan                                   | 3:10  |